# 奥韦·格兰
奥韦·格兰（瑞典語：Ove Grahn，1943年5月9日—2007年7月11日），瑞典男子足球运动员，司职前锋。他曾代表瑞典国家队参加1970年和1974年国际足联世界杯，其中1970年世界杯止步第一轮，1974年世界杯止步第二轮。